# Daim Zainuddin
Daim Zainuddin (* 29. April 1938 in Alor Setar, Kedah, Malaysia; † 13. November 2024) war ein malaysischer Politiker.

## Leben
Zainuddin studierte 1959 Rechtswissenschaft in London, etwa zwanzig Jahre später an der Universität von Kalifornien in Berkeley Stadtplanung. Nach seinem Studium in London arbeitete er eine Zeit lang im öffentlichen Sektor, wurde in den späten sechziger Jahren Privatunternehmer. 
Zainuddin war lange mit Mahathir Mohamad eng befreundet, der aus demselben Ort wie er stammt. 1982 zog er ins Parlament ein, als Mahathir die UMNO und die Barisan Nasional in allgemeine Wahlen führte. Er wurde Finanzminister und hatte die Krise der Bumiputera-Bank zu organisieren. Außerdem führte er Malaysia durch die schwere Rezession in den achtziger Jahren zu einem außergewöhnlichen Aufschwung Anfang der 1990er Jahre. 
1991 legte er sein Amt nieder, gilt aber dennoch als einer der einflussreichsten Männer Malaysias. Er verfügte über ein Guthaben von mehr als 6 Milliarden Euro.
Daim Zainuddin starb im November 2024 im Alter von 86 Jahren.